# ااقبرگ
ااقبرگ (به انگلیسی: Aghbarg) یک منطقهٔ مسکونی در پاکستان است.